# 中华人民共和国撤县设市时更名的城市列表

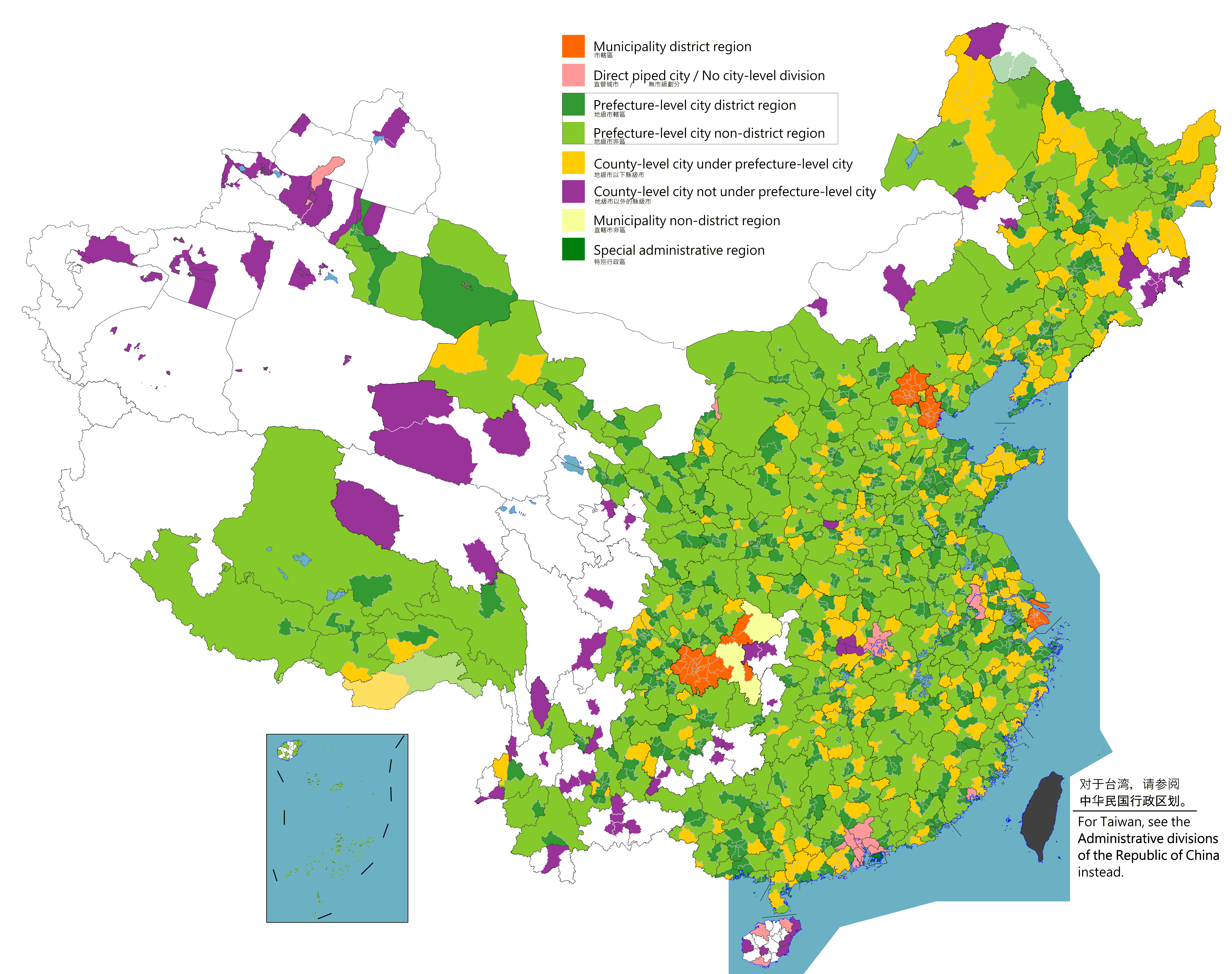
中华人民共和国城市类型及分布（至年日）

本列表介绍中华人民共和国撤县设市时更改地名的城市。撤县设市，即在行政区划层面撤销县的建制，改为市的建制（一般为县级市），在中华人民共和国城市化过程中，许多城市都是通过撤县设市的方式设立。
截至2025年3月14日，中华人民共和国共有79个城市在撤县设市时更改其地名（其中有15个城市改制为市辖区或行政县，5个城市由县级市升格为地级市，2个城市曾再次更名，28个单名县在撤县设市时在地名后添加“州”字）。最早更名的是宝安县，在1979年3月5日撤县设市，更名深圳市；最近更名的是横县，在2021年2月3日撤县设市，更名横州市。这些更名的模式，可分为：
- 以历史政区为名（如获鹿县以历史上曾用的鹿泉县而改鹿泉市）
- 以政府驻地的专名为名（如泰县以县治所在的姜堰镇而改姜堰市）
- 以境内地物为名（如太平县以境内的黄山而改黄山市）
- 单名县改市更名时增加一字（如贵县改贵港市）
- 地名雅化（如东沟县改东港市）

等五种；其中部分更名同时符合两种模式，如涿县改涿州市（“涿州”既是历史政区名，又是县治所在镇名）、密县改新密市（单名县加一字更名，同时“新密”是历史政区名）等。

## 列表
| 县名           | 市名     | 上级行政区                                                                                                   | 撤县设市时间       | 备注                                                                                                   |
| -------------- | -------- | --- | ------------------ | --- |
| 宝安县         | 深圳市   | 广东省和惠阳地区双重领导（1979年3月5日－1979年11月25日） 广东省（1979年11月26日至今）                        | 1979年3月5日       | 1979年11月26日，升格为地级市                                                                           |
| 滁县           | 滁州市   | 滁县地区 | 1982年11月15日     | 1992年12月20日，改制为滁州市琅琊区、南谯区                                                             |
| 忻县           | 忻州市   | 忻州地区 | 1983年7月28日      | 2000年6月14日，改制为忻州市忻府区                                                                      |
| 均县           | 丹江口市 | 郧阳地区（1983年8月19日－1994年9月29日） 十堰市（1994年9月29日至今）                                         | 1983年8月19日      | |
| 太平县         | 黄山市   | 安徽省（1983年12月1日－1986年6月） 徽州地区（1986年6月－1987年11月27日）                                     | 1983年12月1日      | 1987年11月27日，改制为黄山市黄山区                                                                     |
| 崖县           | 三亚市   | 海南黎族苗族自治州                                                                                           | 1984年5月19日      | 1987年11月20日，升为地级市                                                                             |
| 复县           | 瓦房店市 | 大连市 | 1985年1月17日      | |
| 益都县         | 青州市   | 潍坊市 | 1986年3月1日       | |
| 定县           | 定州市   | 保定地区（1986年3月5日－1994年12月17日） 保定市（1994年12月17日至今）                                        | 1986年3月5日       | |
| 束鹿县         | 辛集市   | 石家庄地区（1986年3月5日－1993年6月19日） 石家庄市（1993年6月19日至今）                                      | 1986年3月5日       | |
| 亳县           | 亳州市   | 阜阳地区（1986年3月11日－1996年1月1日） 阜阳市（1996年1月1日－1998年2月） 安徽省（1998年2月－2000年5月21日） | 1986年3月11日      | 2000年5月21日，升为地级市，原亳州市（县级）市域范围改制为亳州市谯城区，并辖蒙城县、涡阳县、利辛县      |
| 沙洲县         | 张家港市 | 苏州市 | 1986年9月16日      | |
| 黄县           | 龙口市   | 烟台市 | 1986年9月23日      | |
| 涿县           | 涿州市   | 保定地区（1986年3月5日－1994年12月17日） 保定市（1994年12月17日至今）                                        | 1986年9月24日      | |
| 胶县           | 胶州市   | 青岛市 | 1987年2月12日      | |
| 洮安县         | 洮南市   | 白城地区（1987年5月21日－1993年6月14日） 白城市（1993年6月14日至今）                                         | 1987年5月21日      | |
| 宣城县         | 宣州市   | 宣城地区 | 1987年8月15日      | 2000年6月25日，改制为宣城市宣州区                                                                      |
| 广济县         | 武穴市   | 黄冈地区（1987年10月23日－1995年12月23日） 黄冈市（1995年12月23日至今）                                      | 1987年10月23日     | |
| 宜都县         | 枝城市   | 宜昌地区（1987年11月30日－1992年7月6日） 宜昌市（1992年7月6日－1998年6月11日）                               | 1987年11月30日     | 1998年6月11日，更名宜都市                                                                              |
| 滕县           | 滕州市   | 枣庄市 | 1988年3月7日       | |
| 掖县           | 莱州市   | 烟台市 | 1988年3月31日      | |
| 灌县           | 都江堰市 | 成都市 | 1988年5月8日:843   | |
| 商县           | 商州市   | 商洛地区 | 1988年5月24日      | 2001年8月31日，改制为商洛市商州区                                                                      |
| 禹县           | 禹州市   | 许昌市 | 1988年6月25日      | |
| 临汝县         | 汝州市   | 平顶山市 | 1988年8月1日       | |
| 汲县           | 卫辉市   | 新乡市 | 1988年10月8日      | |
| 应山县         | 广水市   | 孝感地区（1988年10月11日－1993年4月10日） 孝感市（1993年4月10日－2000年6月25日） 随州市（2000年6月25日至今） | 1988年10月11日     | |
| 清江县         | 樟树市   | 宜春地区（1988年10月13日－2000年5月22日） 宜春市（2000年5月22日至今）                                        | 1988年10月13日     | |
| 邓县           | 邓州市   | 南阳地区（1988年11月17日－1994年7月1日） 南阳市（1994年7月1日至今）                                          | 1988年11月17日     | |
| 峨眉县         | 峨眉山市 | 乐山市 | 1988年11月20日:854 | |
| 贵县           | 贵港市   | 玉林地区 | 1988年12月27日     | 1995年10月27日，升为地级市，原贵港市（县级）市域范围改制为贵港市港北区、港南区，并辖平南县，代管桂平市 |
| 崇安县         | 武夷山市 | 南平地区（1989年8月21日－1994年9月5日） 南平市（1994年9月5日至今）                                           | 1989年8月21日      | |
| 霍县           | 霍州市   | 临汾地区（1989年12月23日－2000年6月23日） 临汾市（2000年6月23日至今）                                        | 1989年12月23日     | |
| 霸县           | 霸州市   | 廊坊市 | 1990年1月22日      | |
| 黄冈县         | 黄州市   | 黄冈地区 | 1990年12月26日     | 1995年12月23日，改制为黄冈市黄州区、团风县                                                             |
| 巩县           | 巩义市   | 郑州市 | 1991年6月12日      | |
| 晋县           | 晋州市   | 石家庄地区（1991年11月30日－1993年6月19日） 石家庄市（1993年6月19日至今）                                    | 1991年11月30日     | |
| 新金县         | 普兰店市 | 大连市 | 1991年11月30日     | 2015年10月13日，改制为大连市普兰店区                                                                   |
| 邳县           | 邳州市   | 徐州市 | 1992年7月7日       | |
| 邹县           | 邹城市   | 济宁市 | 1992年10月4日      | |
| 盖县           | 盖州市   | 营口市 | 1992年11月3日      | |
| 营口县         | 大石桥市 | 营口市 | 1992年11月3日      | |
| 南通县         | 通州市   | 南通市 | 1993年1月8日       | 2009年3月23日，改制为南通市通州区                                                                      |
| 儋县           | 儋州市   | 海南省 | 1993年3月3日       | 2015年2月19日，升为地级市                                                                              |
| 新城县         | 高碑店市 | 保定地区（1993年4月9日－1994年12月17日） 保定市（1994年12月17日至今）                                        | 1993年4月9日       | |
| 花县           | 花都市   | 广州市 | 1993年6月18日      | 2000年5月21日，改制为广州市花都区                                                                      |
| 东沟县         | 东港市   | 丹东市 | 1993年6月18日      | |
| 宜山县         | 宜州市   | 河池地区（1993年9月9日－2002年6月18日） 河池市（2002年6月18日－2016年12月14日）                              | 1993年9月9日       | 2016年11月24日，改制为河池市宜州区                                                                     |
| 冀县           | 冀州市   | 衡水地区（1993年9月22日－1996年5月31日） 衡水市（1996年5月31日－2016年6月8日）                               | 1993年9月22日      | 2016年6月8日，改制为衡水市冀州区                                                                       |
| 锦县           | 凌海市   | 锦州市 | 1993年11月16日     | |
| 彭县           | 彭州市   | 成都市 | 1993年11月18日     | |
| 林县           | 林州市   | 安阳市 | 1994年1月24日      | |
| 密县           | 新密市   | 郑州市 | 1994年4月5日       | |
| 连县           | 连州市   | 清远市 | 1994年4月22日      | |
| 海康县         | 雷州市   | 湛江市 | 1994年4月26日      | |
| 获鹿县         | 鹿泉市   | 石家庄市 | 1994年5月18日      | 2014年9月9日，改制为石家庄市鹿泉区                                                                     |
| 嘉山县         | 明光市   | 滁州市 | 1994年5月31日      | |
| 崇庆县         | 崇州市   | 成都市 | 1994年6月10日      | |
| 深县           | 深州市   | 衡水地区（1994年7月4日－1996年5月31日） 衡水市（1996年5月31日至今）                                          | 1994年7月4日       | |
| 泰县           | 姜堰市   | 扬州市（1994年7月27日－1996年7月19日） 泰州市（1996年7月19日－2012年12月17日）                               | 1994年7月27日      | 2012年12月17日，改制为泰州市姜堰区                                                                     |
| 北镇满族自治县 | 北宁市   | 锦州市 | 1995年3月21日      | 2006年2月8日，更名北镇市                                                                               |
| 无锡县         | 锡山市   | 无锡市 | 1995年6月8日       | 2000年12月21日，改制为无锡市锡山区、惠山区                                                             |
| 嵊县           | 嵊州市   | 绍兴市 | 1995年8月30日      | |
| 孟县           | 孟州市   | 焦作市 | 1996年4月29日      | |
| 贺县           | 贺州市   | 贺州地区 | 1997年2月27日      | 2002年6月18日，改制为贺州市八步区                                                                      |
| 星子县         | 庐山市   | 九江市 | 2016年3月20日      | |
| 盘县           | 盘州市   | 六盘水市 | 2017年4月9日       | |
| 彬县           | 彬州市   | 咸阳市 | 2018年2月22日      | |
| 滦县           | 滦州市   | 唐山市 | 2018年7月2日       | |
| 横县           | 横州市   | 南宁市 | 2021年1月20日      | |

## 外部連結
- 中华人民共和国县级以上行政区划变更情况（页面存档备份，存于）